# اسپرینگفیلد شرقی (اوهایو)
اسپرینگفیلد شرقی (به انگلیسی: East Springfield) یک منطقهٔ مسکونی در ایالات متحده آمریکا است که در اوهایو واقع شده‌است. اسپرینگفیلد شرقی ۳۸۷٫۱ متر بالاتر از سطح دریا واقع شده‌است.